# 長崎市立式見中学校
長崎市立式見中学校（ながさきしりつ しきみちゅうがっこう、Nagasaki City Shikimi Junior High School）は、長崎県長崎市四杖町にかつてあった公立中学校。
2020年（令和2年）3月末に長崎市立小江原中学校への統合により、閉校した。

## 概要
歴史
1947年（昭和22年）の学制改革（六・三制の実施）に伴い開校した。2012年（平成24年）に創立65周年を迎えた。
校訓
「自主、自律、友愛」
校章
波の絵を背景に、「中」の文字を置いている。

## 沿革
- 1947年（昭和22年）
  - 4月1日 - 学制改革（六・三制の実施）により、旧・式見国民学校の高等科を改組し、「式見村立式見中学校」（新制中学校）とする。
    - 木造新校舎完成・移転までの間、式見小学校に併設。

  - 4月18日 - 開校式を挙式。生徒数273名、学級数8でのスタート。
- 1951年（昭和26年）4月1日 - 長崎県立長崎西高等学校式見分校（後の長崎県立長崎式見高等学校）を併設。
- 1962年（昭和37年）
  - 1月1日 - 式見村が長崎市に編入されたことにより、「長崎市立式見中学校」（現校名）と改称。
  - 4月1日 - 在籍生徒数が最高の729名となる。
- 1969年（昭和44年）4月1日 - 併設の式見分校が長崎県立長崎北高等学校に移管される。改称は翌年。
- 1970年（昭和45年）
  - 4月1日 - 併設の式見分校が移管により、長崎県立長崎北高等学校式見分校と改称。
  - 6月5日 - 鉄筋コンクリート造新校舎、体育館が完成。
- 1971年（昭和46年）9月18日 - プールが完成。
- 1979年（昭和54年）6月15日 - 長崎県立長崎北高等学校式見分校が新校舎完成に伴い移転を完了。併設を解消。
- 1996年（平成8年）12月7日 - 体育館大規模改修工事が完了。
- 2000年（平成12年）8月29日 - 給食配膳室を新設。
- 2001年（平成13年）2月1日 - インターネットの運用を開始。
- 2020年（令和2年）3月31日 - 長崎市立小江原中学校への統合により閉校[1]。

## アクセス
最寄りのバス停
- 長崎バス　相川行きのバスに乗車し、「荒毛公園前」バス停で下車後、徒歩5～10分。

最寄りの道路
- 国道202号線
- 長崎県道112号長崎式見港線

## 周辺
- 長崎市立式見小学校
- 旧・長崎県立長崎式見高等学校 - 2008年（平成20年）3月に閉校した。

## 関連事項
- 長崎県中学校の廃校一覧